# Orthotrichum acuminatum
Orthotrichum acuminatum är en bladmossart som beskrevs av Philibert 1881. Orthotrichum acuminatum ingår i släktet hättemossor, och familjen Orthotrichaceae. Inga underarter finns listade i Catalogue of Life.

## Bildgalleri

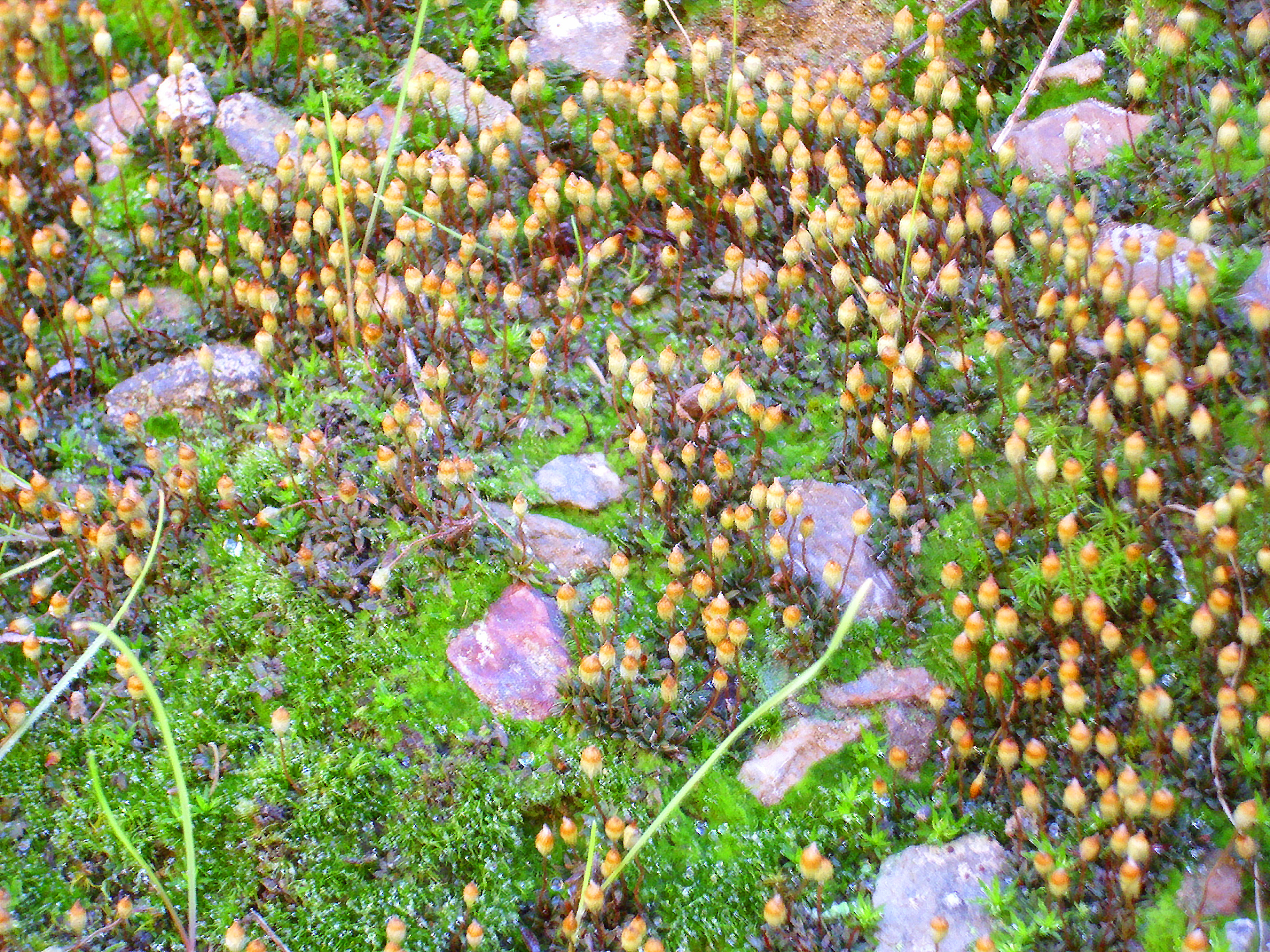
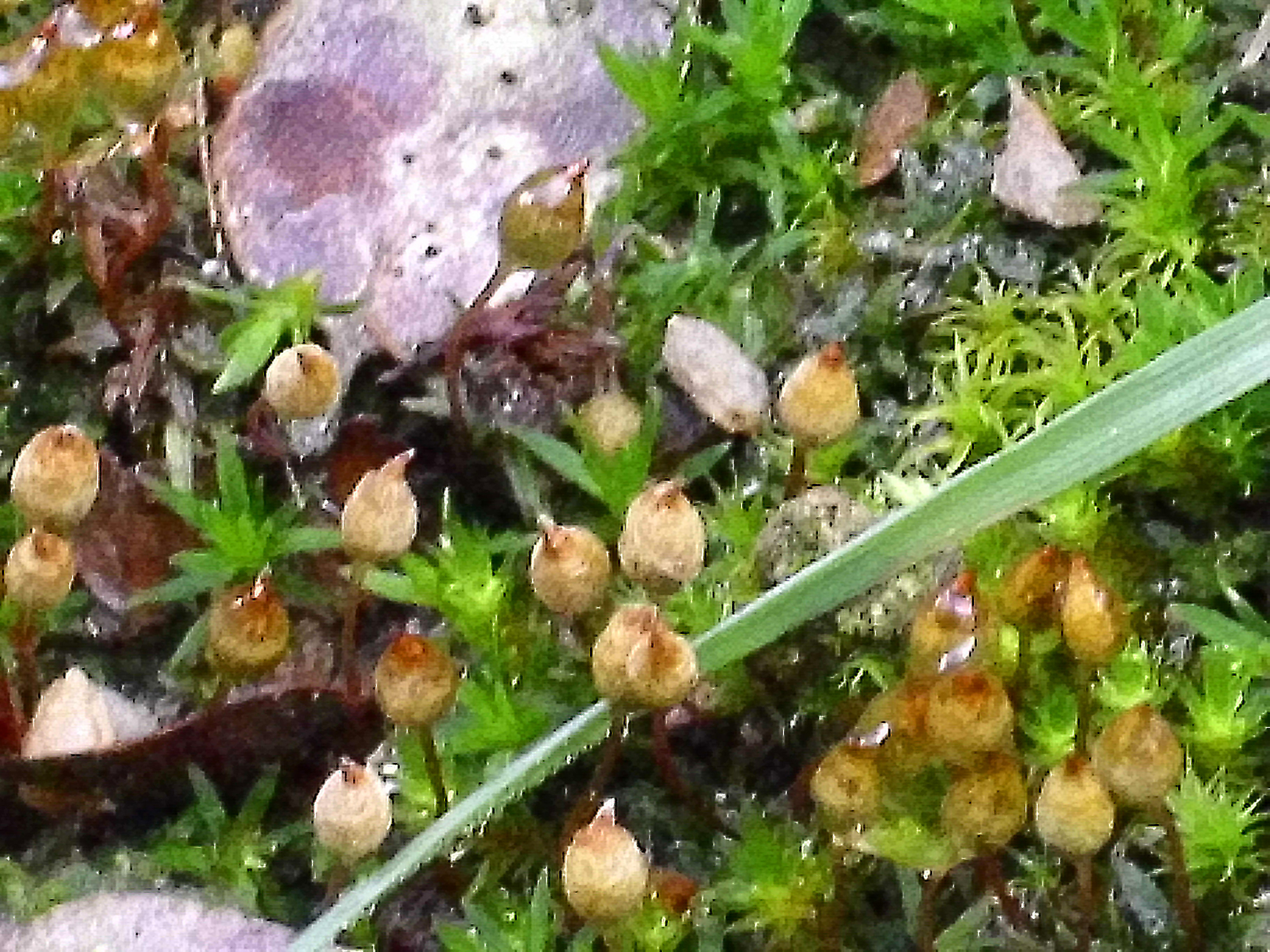